# Skopie
Skopie (en macedonio: Скопје, pronunciado [skɔpjɛ]ⓘ) o Escopia es la capital y la mayor ciudad de Macedonia del Norte; sus 668 518 habitantes (según el censo de 2006) suponen la cuarta parte de la población del país. La ciudad se encuentra en el curso superior del río Vardar, en una de las principales rutas balcánicas entre Belgrado y Atenas. La ciudad se desarrolló rápidamente tras la Segunda Guerra Mundial, pero esta evolución fue interrumpida en 1963 cuando fue sacudida por un fuerte terremoto. Hoy en día es el centro político, económico, cultural y académico, además de ser un importante centro de industrias metalúrgicas, químicas, madereras, textiles, del cuero y de imprenta. El desarrollo industrial ha ido acompañado por un intenso desarrollo interno y externo del comercio y de la banca, así como de actividades culturales y deportivas.

## Nombre de la ciudad
El nombre de la ciudad, que desde los años 1950 es Skopje (Скопје en cirílico), proviene del latín Scupi. Durante la Edad Media, Skopie estuvo frecuentemente bajo el dominio del Imperio búlgaro, en cuyo idioma se denominaba Skopie (Скопие). La ciudad era conocida como Uskub o Uskup en la mayoría de las lenguas de la Europa occidental durante el período otomano. En 1912 se cambió oficialmente el nombre de la ciudad del turco Üsküp al serbocroata Skoplje (Скопље en cirílico serbio). En albanés es Shkup o Shkupi, en arumano Scopia y en romaní Skopiye; existen minorías importantes de hablantes de estas tres lenguas en Macedonia del Norte. 
En español Skopie es la forma recomendada por la Real Academia Española, pues es la que refleja más adecuadamente su pronunciación. Anteriormente se utilizó la forma Escopia, ya en desuso.

## Historia
Skopie fue fundada en el siglo III a. C. a orillas del río Vardar (antiguo Axio) por los dardanios, un pueblo que vivía fuera de las fronteras del reino de Macedonia. En la época de los romanos había una pequeña localidad en este lugar, llamada Justiniana Prima, pero fue destruida por un terremoto en el año 518. Se sabe que Scupi fue sede episcopal entre los siglos IV y VI.
Se conservan ruinas de baños termales, teatro, una basílica episcopal, un cementerio y, sobre todo, de las murallas.
El pueblo fue refundado probablemente por antiguos rumanos (válacos) y, en la época bizantina, se la conocía como Skupi. La ciudad cambió frecuentemente de manos entre los bizantinos y los búlgaros, hasta que fue conquistada por los serbios a finales del siglo XIII. El dominio serbio no duró mucho, puesto que en el año 1392, la ciudad fue tomada por los otomanos y conocida con el nombre turco Üsküb o Uskup durante el medio milenio de dominio otomano.
Üsküb se convirtió en la capital del vilayato (distrito) de Kosovo, pero en 1689 fue incendiada por el general austríaco Picolomini.
Hacia 1905, Üsküb tenía aproximadamente 32 000 habitantes, una mezcla de macedonios, turcos y gitanos. Era la sede de un arzobispo griego ortodoxo, del arzobispo católico latino y de un obispo búlgaro. En 1910, Agnes Gonxha Bojaxhiu, luego conocida como la Madre Teresa, nació en Skopie en una familia albanesa católica.
En 1913, la ciudad cayó en manos de los serbios durante las guerras de los Balcanes y fue cedida a Serbia, la cual se convirtió en el Reino de los Serbios, Croatas y Eslovenos en 1918 y Yugoslavia en 1929. La mayoría de los turcos y búlgaros se retiraron y pasó a ser una ciudad llamada Skopie. Estuvo bajo el dominio búlgaro desde 1941 hasta 1945 pero regresó a Yugoslavia en 1945, cuando se transformó en la capital de la República Yugoslava de Macedonia. En 1963, Skopie fue sacudida por un gran terremoto, y una gran cantidad de monumentos culturales fueron gravemente dañados.
Bajo el dominio yugoslavo, Skopie creció rápidamente y se convirtió en un importante centro industrial del sur de la región balcánica. En 1991, la federación Yugoslava se disolvió y Skopie se transformó en la capital de la República independiente de Macedonia. Grecia se opuso al uso del nombre Macedonia por el nuevo estado, así como al uso del sol de Vergina (emblema de la casa real de Macedonia en tiempos de Alejandro Magno) en la bandera del nuevo país, e impuso un bloqueo económico, el cual afectó gravemente a la economía de Skopie, cerrando su acceso al mar a través de Tesalónica. El bloqueo fue finalmente levantado en 1995 siguiendo un acuerdo entre Grecia y la República de Macedonia. La nueva situación implicó que el nuevo nombre del país sea Antigua República Yugoslava de Macedonia (Former Yugoslav Republic of Macedonia en inglés).

## Geografía

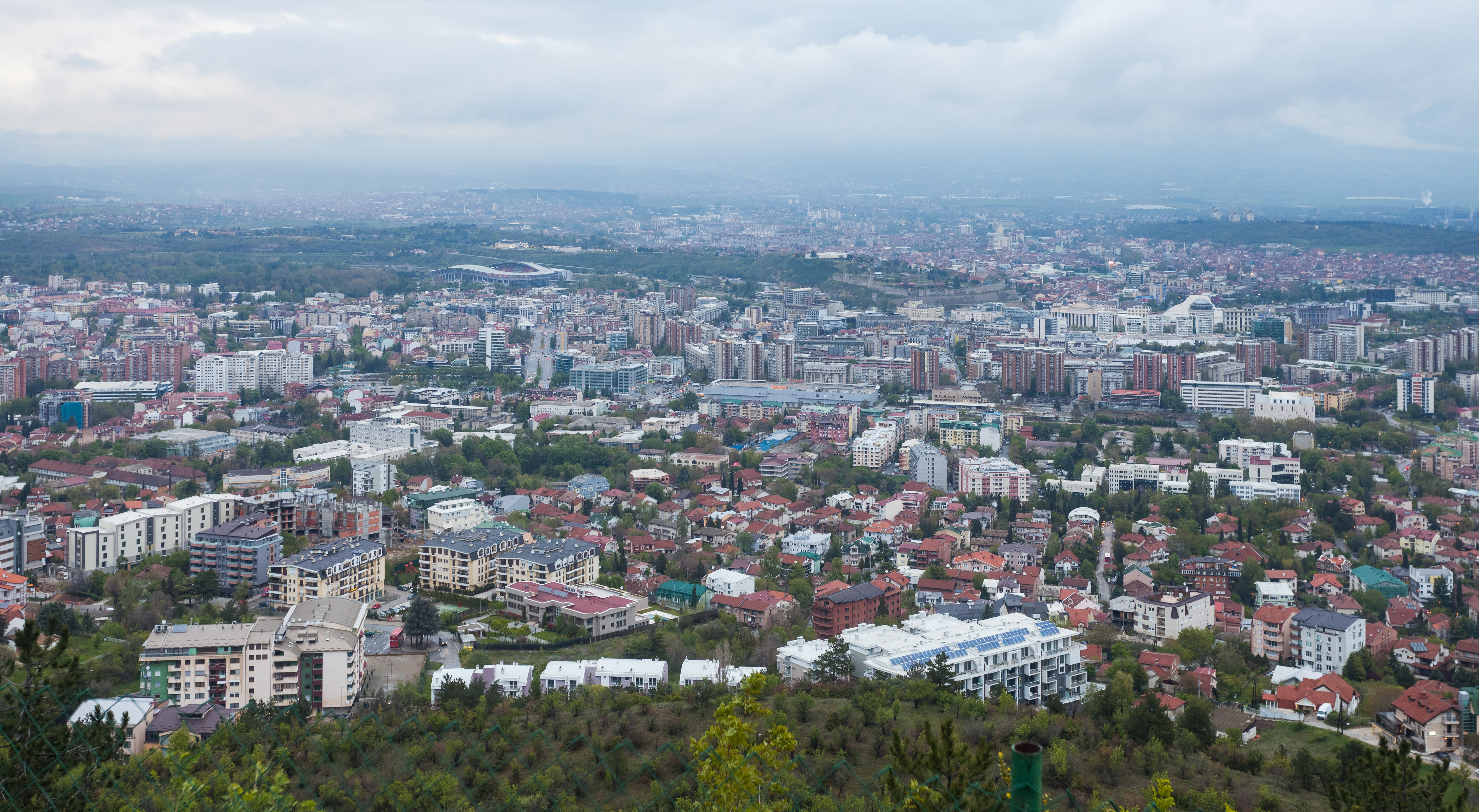
Skopie de día.

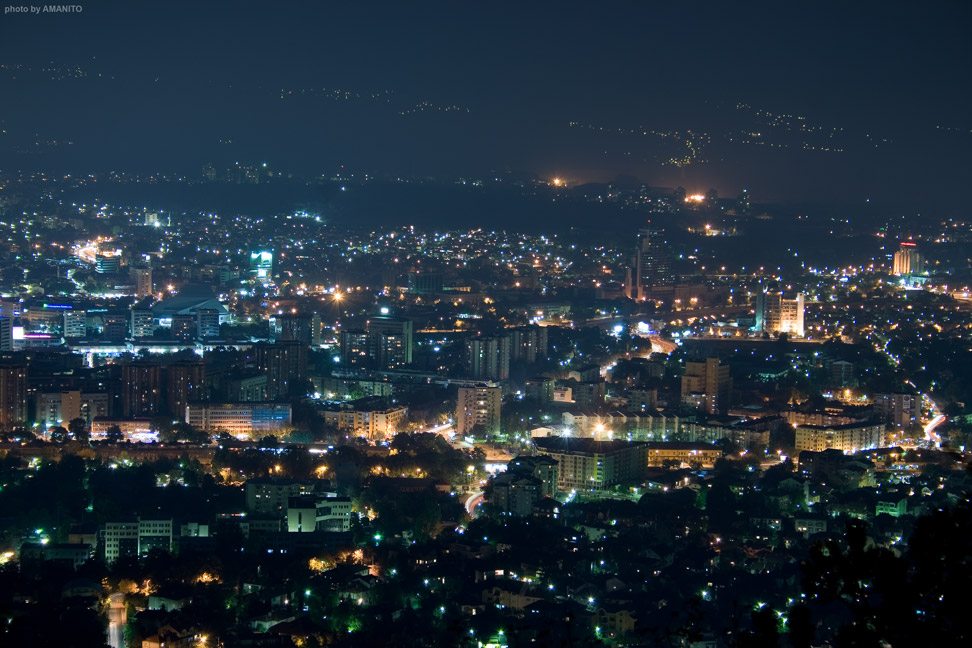
Skopie de noche.

La ciudad está en el norte del país, en el corazón de los Balcanes, a medio camino entre Belgrado y Atenas, en el curso superior del río Vardar, el principal río de Macedonia del Norte, que desemboca en el mar Egeo. El valle del Vardar está rodeado por numerosas colinas y montañas que marcan los límites administrativos de la ciudad.
El municipio se encuentra a una altitud de unos 245 metros y ocupa una superficie de 1.818 km². El área urbanizada, sin embargo, está limitada a 70 km².
La ciudad de Skopie se encuentra en la frontera con Kosovo, en el noroeste. Limita con los municipios macedonios de Tchoutcher-Sandevo, Lipkovo, Aratchinovo, Ilinden, Stoudenitchani, Sopichte, Jelino y Yegounovtse.

### Clima
La ciudad posee un clima semicontinental, con veranos cálidos e inviernos fríos.
| Parámetros climáticos promedio de Skopie     | Parámetros climáticos promedio de Skopie | Parámetros climáticos promedio de Skopie | Parámetros climáticos promedio de Skopie | Parámetros climáticos promedio de Skopie | Parámetros climáticos promedio de Skopie | Parámetros climáticos promedio de Skopie | Parámetros climáticos promedio de Skopie | Parámetros climáticos promedio de Skopie | Parámetros climáticos promedio de Skopie | Parámetros climáticos promedio de Skopie | Parámetros climáticos promedio de Skopie | Parámetros climáticos promedio de Skopie | Parámetros climáticos promedio de Skopie |
| Mes                                          | Ene.                                     | Feb.                                     | Mar.                                     | Abr.                                     | May.                                     | Jun.                                     | Jul.                                     | Ago.                                     | Sep.                                     | Oct.                                     | Nov.                                     | Dic.                                     | Anual                                    |
| -------------------------------------------- | ---------------------------------------- | ---------------------------------------- | ---------------------------------------- | ---------------------------------------- | ---------------------------------------- | ---------------------------------------- | ---------------------------------------- | ---------------------------------------- | ---------------------------------------- | ---------------------------------------- | ---------------------------------------- | ---------------------------------------- | ---------------------------------------- |
| Temp. máx. abs. (°C)                         | 18.7                                     | 24.2                                     | 28.8                                     | 32.4                                     | 35.2                                     | 41.1                                     | 42.8                                     | 43.2                                     | 37.0                                     | 33.0                                     | 28.2                                     | 22.1                                     | 43.2                                     |
| Temp. máx. media (°C)                        | 4.5                                      | 8.3                                      | 14.0                                     | 19.1                                     | 24.4                                     | 28.8                                     | 31.4                                     | 31.5                                     | 26.5                                     | 19.8                                     | 11.5                                     | 5.5                                      | 18.8                                     |
| Temp. media (°C)                             | 0.1                                      | 2.6                                      | 7.6                                      | 12.1                                     | 17.3                                     | 21.5                                     | 23.8                                     | 23.8                                     | 18.8                                     | 13.1                                     | 6.5                                      | 1.7                                      | 12.4                                     |
| Temp. mín. media (°C)                        | −3.8                                     | −2.3                                     | 1.6                                      | 5.4                                      | 10.0                                     | 13.7                                     | 15.8                                     | 15.7                                     | 11.6                                     | 7.2                                      | 1.8                                      | −1.8                                     | 6.2                                      |
| Temp. mín. abs. (°C)                         | −25.6                                    | −21.8                                    | −10.8                                    | −5.8                                     | −1.0                                     | 3.0                                      | 7.0                                      | 7.0                                      | −2.0                                     | −6.4                                     | −12.2                                    | −22.9                                    | −25.6                                    |
| Precipitación total (mm)                     | 30                                       | 29                                       | 38                                       | 40                                       | 43                                       | 54                                       | 38                                       | 36                                       | 34                                       | 49                                       | 45                                       | 48                                       | 483                                      |
| Días de precipitaciones (≥ 1 mm)             | 9                                        | 9                                        | 9                                        | 10                                       | 9                                        | 7                                        | 5                                        | 5                                        | 7                                        | 8                                        | 10                                       | 11                                       | 99                                       |
| Días de lluvias (≥ 1 mm)                     | 4                                        | 5                                        | 7                                        | 10                                       | 9                                        | 7                                        | 5                                        | 5                                        | 7                                        | 8                                        | 8                                        | 6                                        | 81                                       |
| Días de nevadas (≥ 1 cm)                     | 4                                        | 3                                        | 1                                        | 0                                        | 0                                        | 0                                        | 0                                        | 0                                        | 0                                        | 0.1                                      | 1                                        | 4                                        | 13                                       |
| Fuente: Погода и Климат 3 de octubre de 2012 |                                          |                                          |                                          |                                          |                                          |                                          |                                          |                                          |                                          |                                          |                                          |                                          |                                          |

## Demografía

### Población
| Año  | Población | Año  | Población |
| ---- | --------- | ---- | --------- |
| 1455 | 4091      | 1931 | 64 807    |
| 1468 | 4901      | 1948 | 102 600   |
| 1544 | 6061      | 1953 | 139 200   |
| 1569 | 10 525    | 1961 | 197 300   |
| 1831 | 22 960    | 1971 | 312 300   |
| 1841 | 25 095    | 1981 | 408 100   |
| 1877 | 31 515    | 1994 | 448 200   |
| 1882 | 34 152    | 2002 | 506 926   |
| 1921 | 41 066    | 2006 | 668 518   |

Skopie es el centro demográfico de la República de Macedonia del Norte. Según el censo de 2002 contaba con 506 926 habitantes (la cuarta parte de la población nacional), lo que la convierte en la ciudad más poblada del país.
La ciudad tiene una densidad de aproximadamente 3603,94 habitantes por kilómetro cuadrado. Esta cifra es muy cercana a las de otras capitales europeas como Belgrado que tiene 3561 habitantes por km² y Londres con 4700.
Hasta mediados del siglo XX Skopie era una ciudad pequeña. Su condición de capital de Yugoslavia junto con el sistema comunista, permitió a la ciudad disfrutar de una rápida industrialización y por lo tanto el crecimiento de la población en general. En 1948 solo el 9,6% de la población total del país vivía en Skopie, pero en 1994 la cifra aumentó a aproximadamente el 25% El censo de 1953 demostró que 122.143 personas vivían en Skopie de las cuales el 61,1% eran macedonios, 18,5% eran turcos, 7,1% eran serbios, 6,4%, romaníes y el 2,6% eran albaneses.
El sismo de 1963 destruyó el 80% de la ciudad y mató a unas 1000 personas, aunque la ciudad fue reconstruida rápidamente. Esto dio lugar a un gran aumento en la población. En 1948 la ciudad tenía una población de 102.600 habitantes pero para 1981 aumento a más de 400.000.
Los disturbios que se produjeron en Yugoslavia durante la década de 1980 pusieron un freno al crecimiento y algunos problemas siguieron después de la independencia de Macedonia del Norte en 1991. Como resultado entre 1981 y 1994 la población solo aumento 40.100 habitantes.
| Gráfica de evolución demográfica de Skopie entre 1455 y 2006 |
|                                                              |

### Población por municipio
| Municipio                              | Población | Porcentaje |
| Aerodrom                               | 72 009    | 14,21%     |
| Butel                                  | 36 154    | 7,13%      |
| Gazi Baba                              | 72 617    | 14,32%     |
| Gjorche Petrov                         | 41 634    | 8,21%      |
| Karposh                                | 59 666    | 11,77%     |
| Kisela Voda                            | 57 236    | 11,29%     |
| Saraj                                  | 35 408    | 6,98%      |
| Tsentar                                | 45 412    | 8,96%      |
| Chair                                  | 64 773    | 12,78%     |
| Shuto Orizari                          | 22 017    | 4,34%      |
| Skopie                                 | 506 926   | 100%       |
| Fuente: State Statistical Office, 2002 |           |            |

El municipio de Gazi Baba es el más poblado con 72 617 habitantes, el segundo es Aerodrom con 72 009.

## Administración
Skopie es una división administrativa de Macedonia del Norte formada por diez municipios, y como tal es la capital del país. Estadísticamente forma parte de la región de Skopie (Скопски регион).

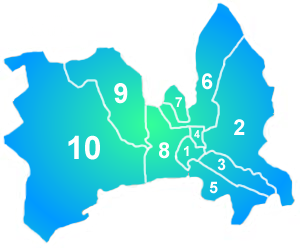
División administrativa de Skopie.

1. Centar
2. Gazi Baba
3. Aerodrom
4. Čair
5. Kisela Voda
6. Butel
7. Šuto Orizari
8. Karpoš
9. Gjorče Petrov
10. Saraj

## Transporte

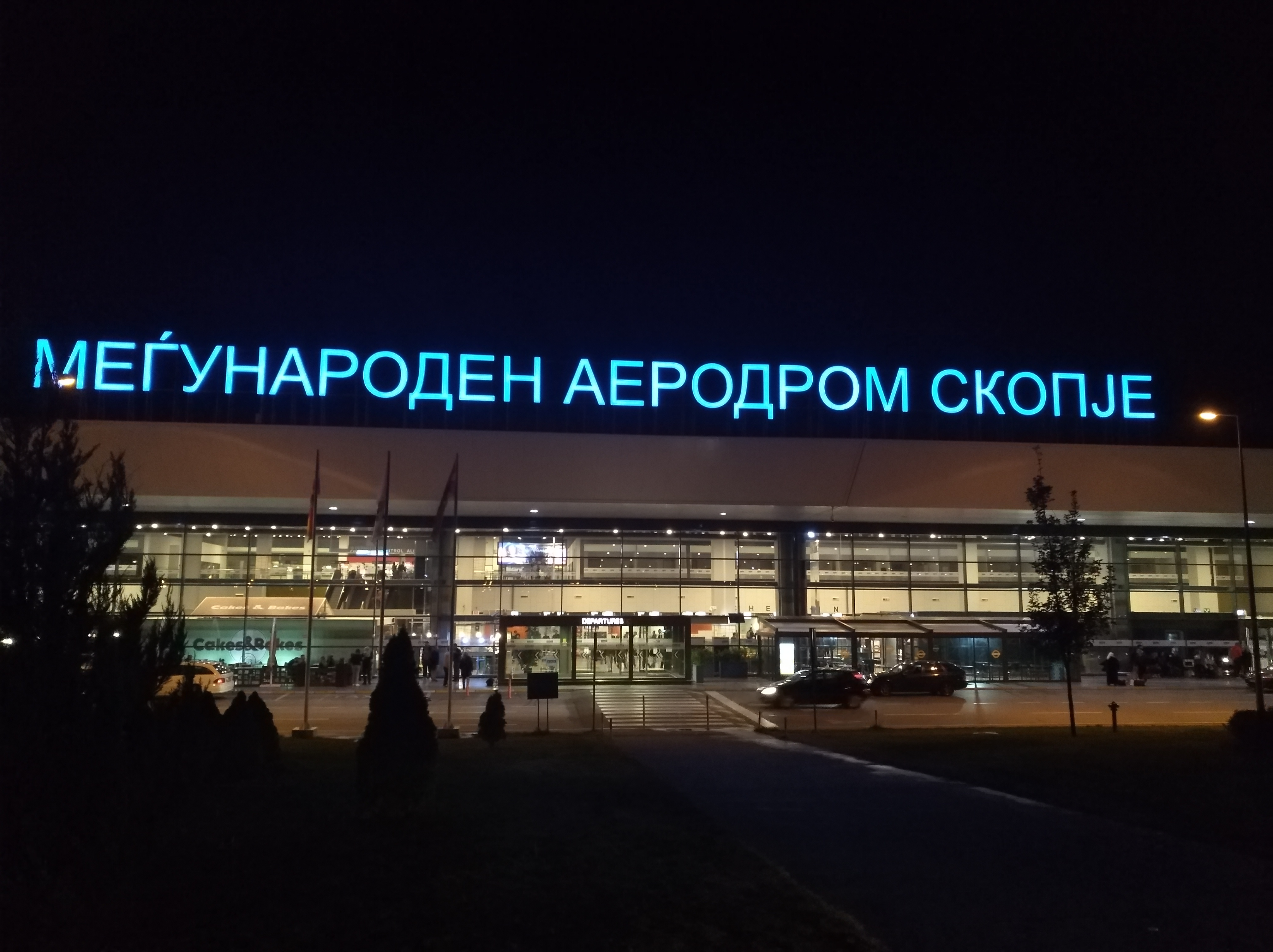
Aeropuerto de Skopie.

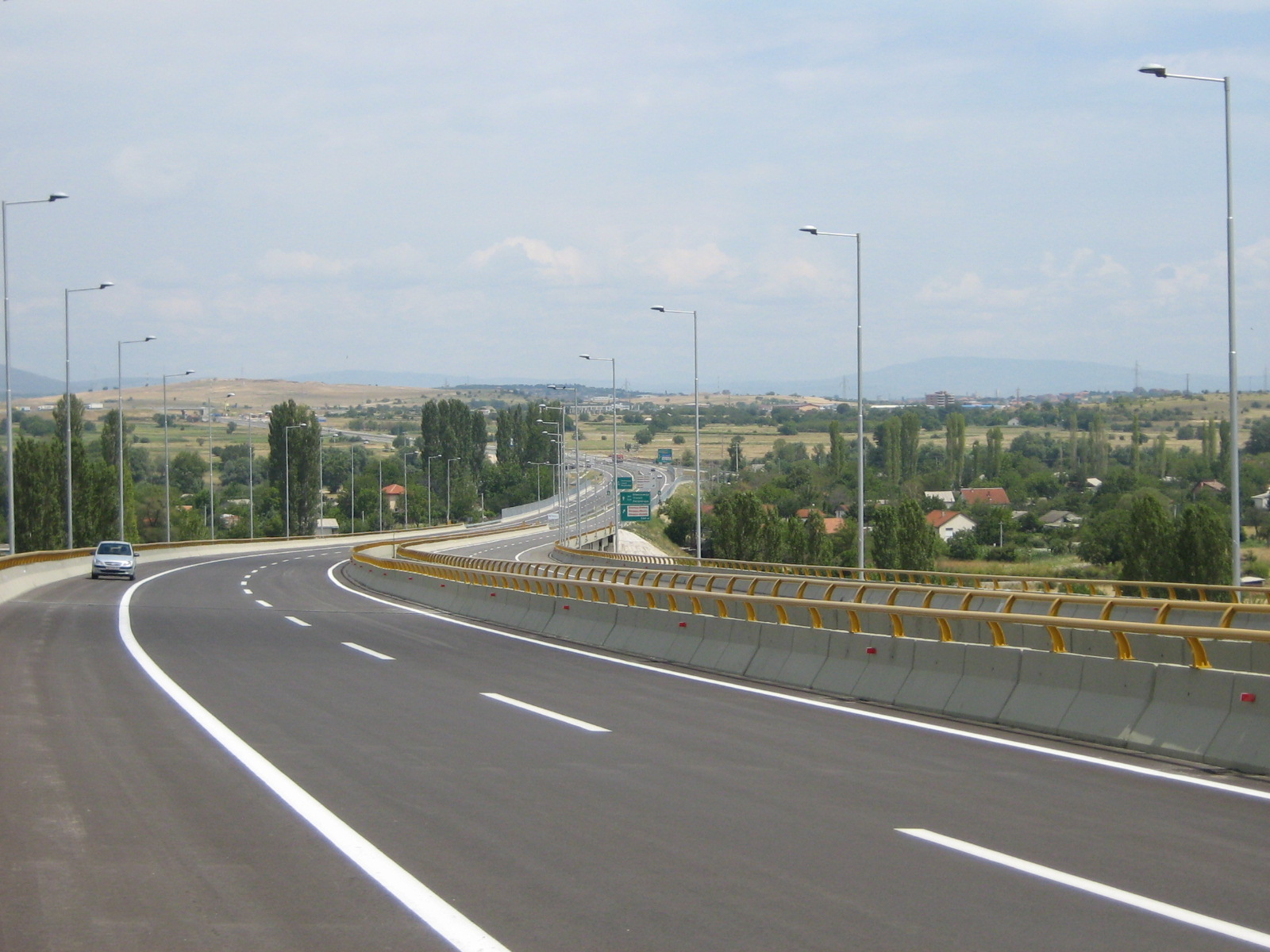
La E65 a su paso por la ciudad.

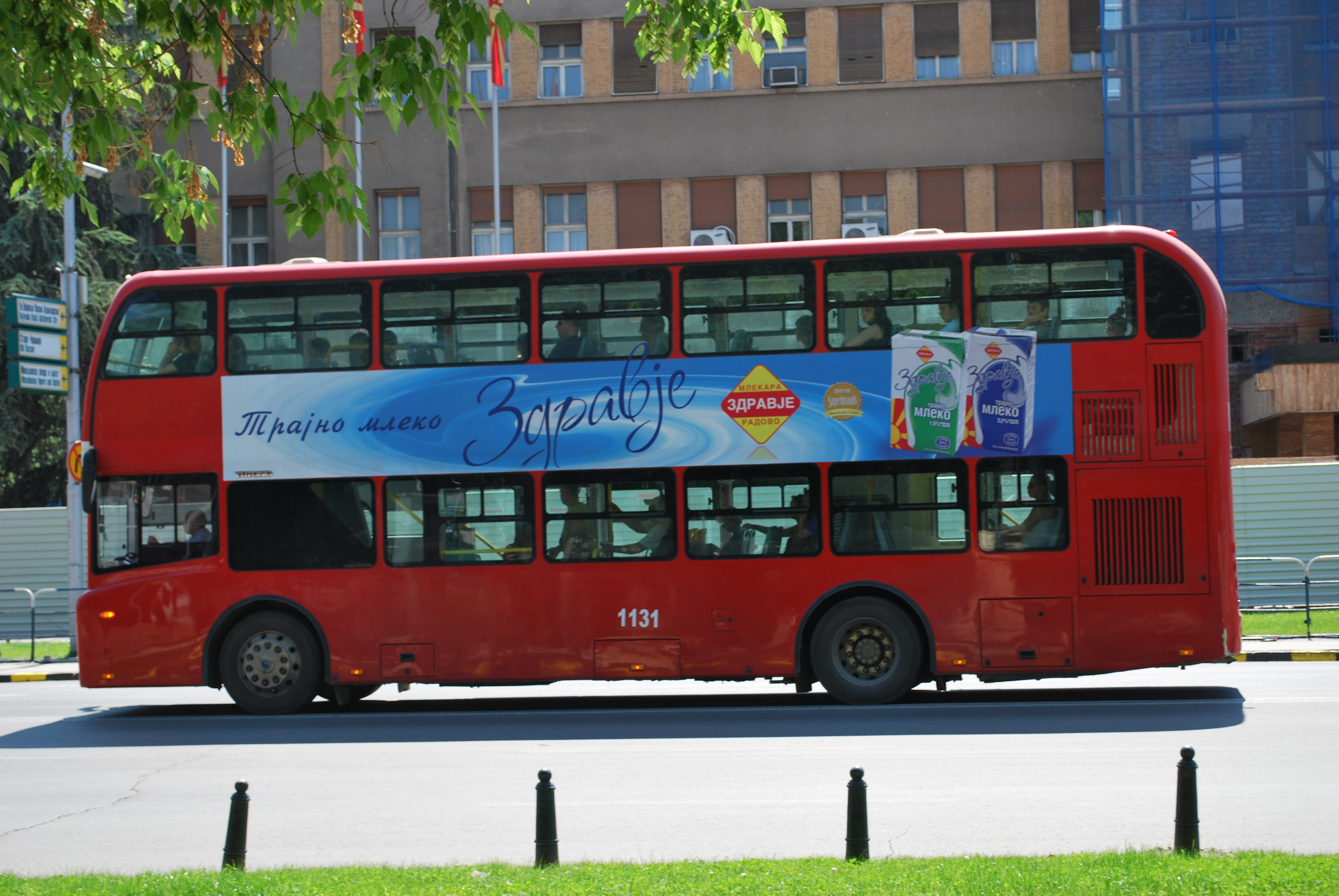
Un autobús en la capital de Macedonia del Norte.

Desde los años 1990, el papel de Skopie como nudo de comunicaciones de la península balcánica se ha visto incrementado. La ciudad está situada donde se cruzan los principales ejes de transporte de Europa. Esta situación de la ciudad está en aumento debido a la construcción de dos nuevas autopistas en su área metropolitana y la ampliación del Aeropuerto de Skopie.

### Aeropuertos
El aeropuerto internacional de Skopie está situado en Petrovec, aproximadamente 22 kilómetros al este del centro de la ciudad. El aeropuerto ha sido concesionado a la empresa turca TAV, contratado para invertir 200 millones de euros en la ampliación y renovación tanto de los aeropuertos de Skopie y Ohrid, como en la construcción de un nuevo aeropuerto de carga en Štip. Skopie está conectada por vía aérea cada año con Ámsterdam, Barcelona, Belgrado, Berlín, Budapest, Bursa, Bruselas, Düsseldorf, Ginebra, Hamburgo, Estambul, Liubliana, Londres, París, Podgorica, Praga, Roma, Sofía, Viena, Zagreb y Zúrich.

### Carreteras
La ruta europea E75, que atraviesa Europa de norte a sur, conectando la ciudad noruega de Vardø y la isla griega de Creta discurre al este de Skopie, conectando así la mayor parte de Europa con la capital macedonia. La autopista E75 conecta las ciudades macedonias de Kumanovo, Veles, Negotino y Gevgelija. La ruta europea E65 atraviesa los límites norte y oeste de la ciudad y forma parte de la Ronda Norte de Skopie. La carretera E65 también conecta Skopie con otras urbes nacionales como Tetovo, Gostivar, Kičevo, Ohrid o Bitola.

### Ferrocarriles
La Estación Central de Skopie está situada a unos dos kilómetros al este del centro de la ciudad. Es parte del complejo "Centro de Transporte", edificado durante los años 1970 para sustituir a la antigua estación ferroviaria que fue destruida por el terremoto de 1963. La nueva estación dispone de diez andenes y está conectada mediante un puente sostenido de hormigón. En el año 2010, Makedonski Železnici se unió Cargo 10, una empresa conjunta con otros ferrocarriles de la región.

### Autobuses
La principal estación de autobuses de Skopie está situada junto a la estación ferroviaria en el llamado "Centro de Transporte". Los autobuses urbanos recorren la ciudad conectando los diferentes barrios, así como las ciudades del área metropolitana. En 2011, los autobuses de la ciudad vieja fueron sustituidos por 84 autobuses nuevos, construidos en Ucrania. Más tarde ese año, el gobierno macedonio compró 220 autobuses de dos pisos para el transporte local dentro Skopie. Las primeras unidades llegaron en Skopie en 2011 desde la fábrica china de Zhengzhou Yutong. Los autobuses se pusieron en funcionamiento el 8 de septiembre, coincidiendo con el día de la independencia de Macedonia del Norte. Este modelo de autobús cuenta con capacidad para 80 pasajeros. El Centro de Transporte de Skopie es también el centro de las rutas interurbanas e internacionales de autobús. Hay varias salidas diarias de Ohrid, Bitola, Tesalónica, Belgrado o Sofía entre otras ciudades.

### Tranvía
Está en proyecto la construcción de un tranvía que recorra la capital macedonia.

## Sanidad
La ciudad cuenta con varios hospitales, públicos y privados. El mayor hospital público, fundado en 1944, tiene capacidad para 11 000 pacientes, seguido por el Instituto de Radioterapia y Oncología, inaugurado en 1960, por el Hospital Filipo II, inaugurado en el año 2000 y especializado en cardiología y la Clínica Centar, abierta en el año 2004.
En 2003, la tasa de natalidad de la ciudad fue del 10,6 ‰ y la tasa de mortalidad de 7,7 ‰. La primera cifra difiere sustancialmente de la media nacional, con una tasa de natalidad de 13,14 ‰ en Macedonia del Norte, pero la tasa de mortalidad está muy próxima. La mortalidad infantil también es muy similar al nivel nacional y municipal, ya que el país en el año 2003 obtuvo una tasa de 11,74 ‰ y Skopie una tasa de 11,18 ‰. Ese mismo año en Skopie, el 99,5% de los nacimientos tuvieron lugar en los hospitales, una tasa ligeramente superior a la media nacional del 98,6%.

## Cultura y patrimonio

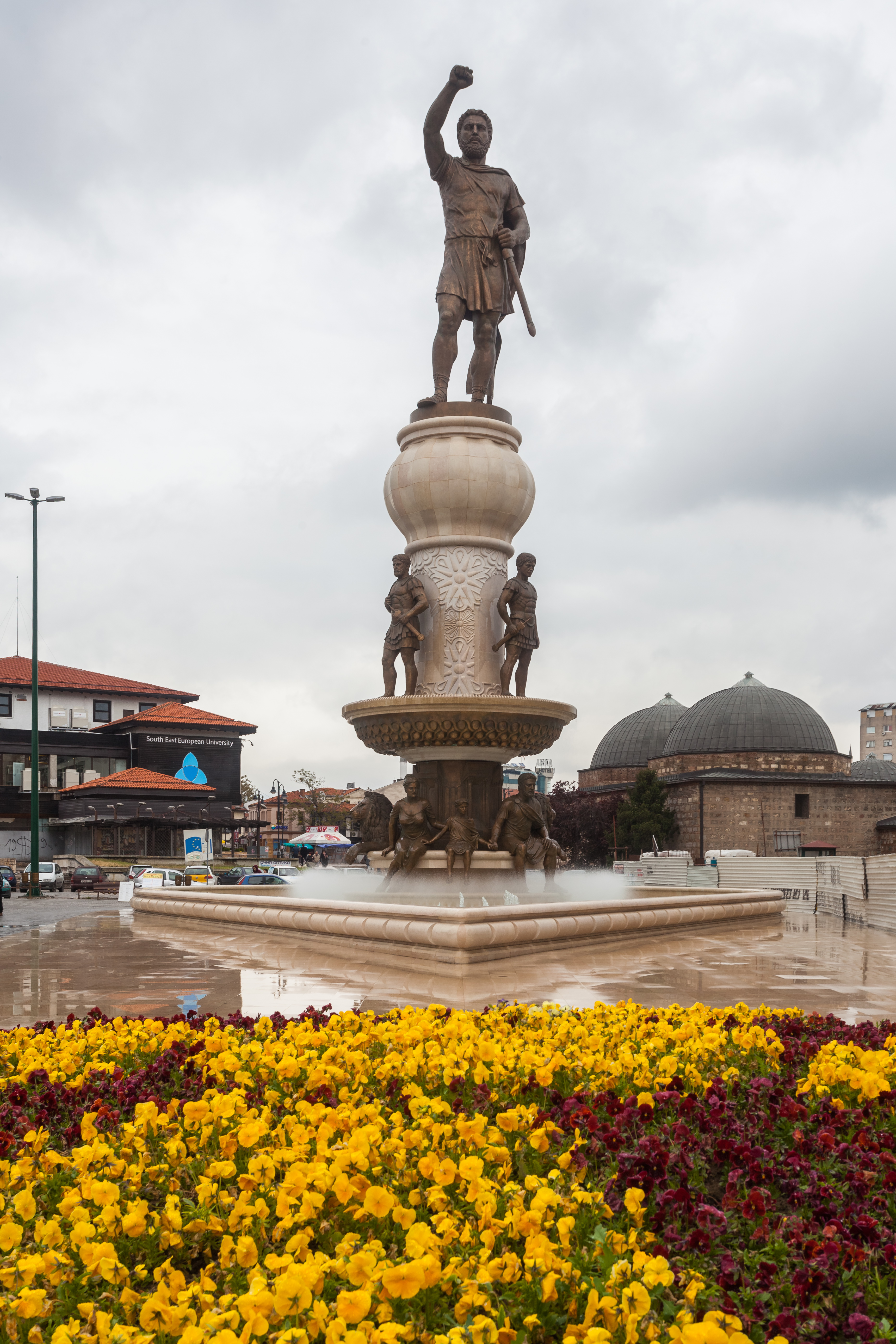
Monumento del Guerrero.

### Museos

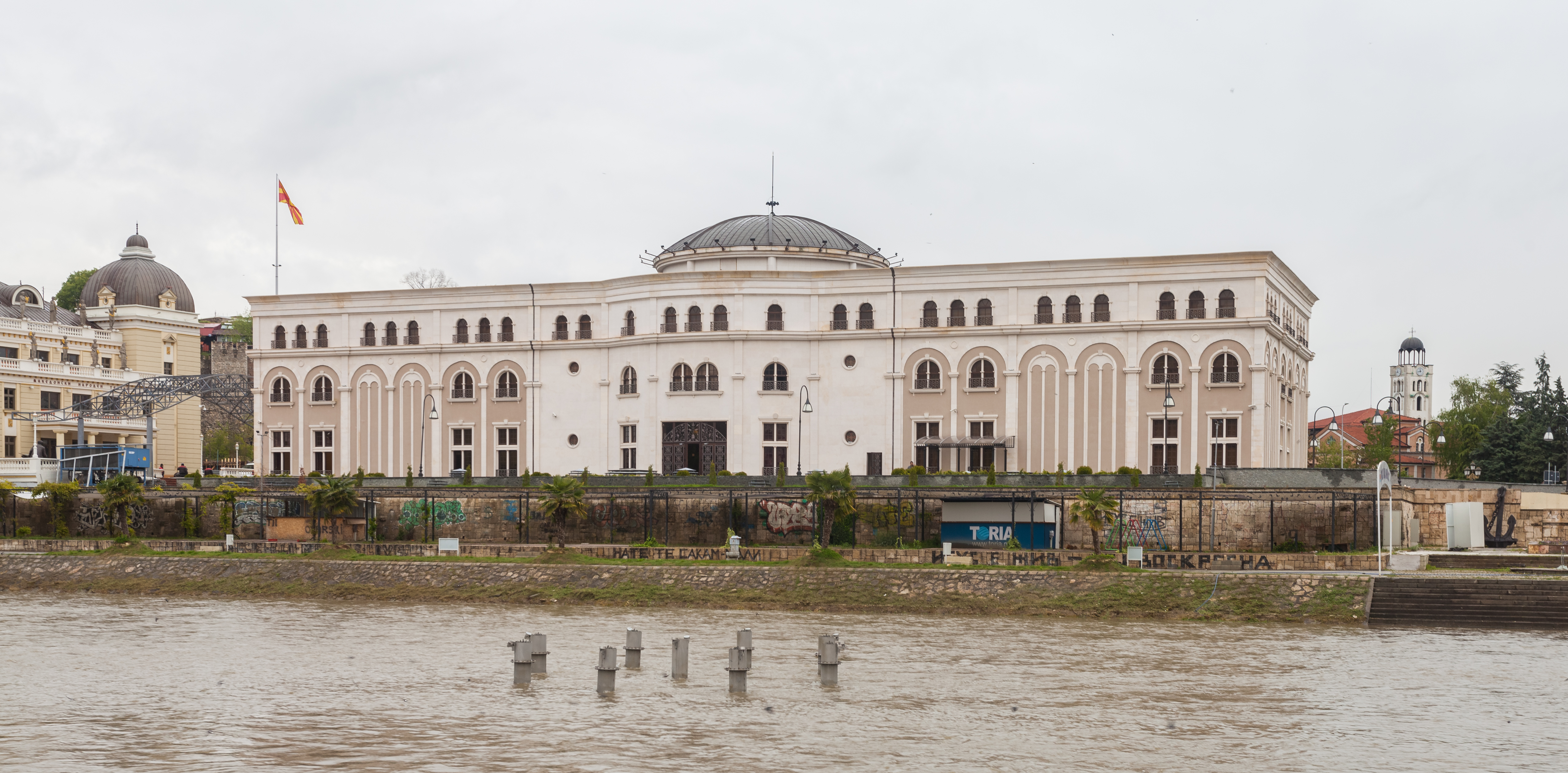
El Museo de la Lucha del Macedonia del Norte.

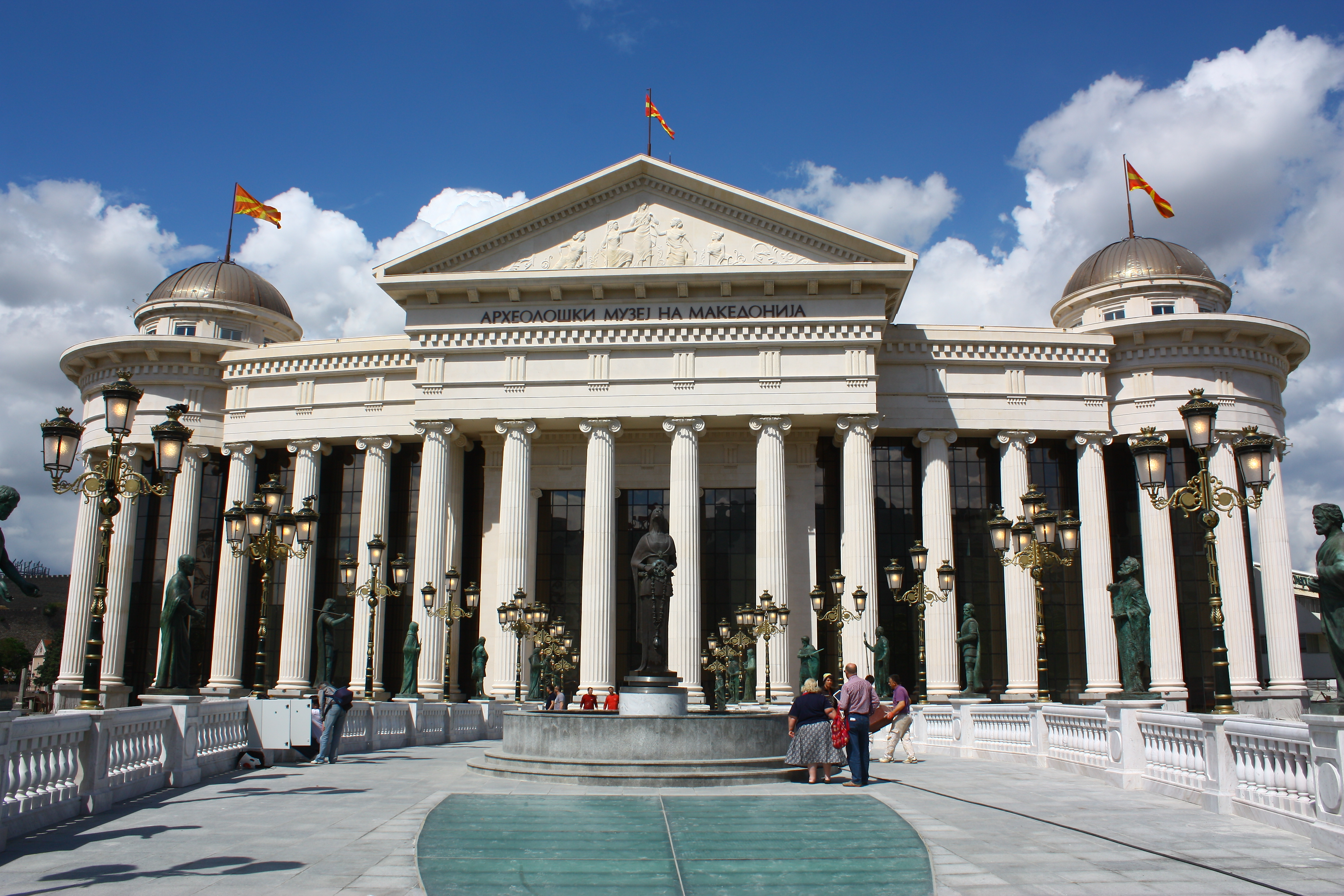
Museo Arqueológico de Macedonia del Norte.

El mayor museo es el Museo de Macedonia del Norte; sus colecciones se empezaron a reunir a comienzos del siglo XX y representan la historia del país desde el Paleolítico. Alberga galerías con iconos particularmente importantes, así como las colecciones lapidarias que se conservan en el contiguo Kourchoumli An. Otra gran institución, el Museo de Arte Contemporáneo de Skopie fue construida después del terremoto por el gobierno polaco y sus colecciones enriquecidas a través de la ayuda internacional. Las colecciones contemplan creaciones nacionales e internacionales, con obras de Fernand Léger, André Masson, Pablo Picasso, Hans Hartung, Victor Vasarely, Alexander Calder o Alberto Burri entre otros.
Ubicado en las ruinas de la antigua estación, el Museo de la Ciudad de Skopie presenta la evolución de la ciudad a través de cuatro departamentos, la arqueología, la etnología, la historia y la historia del arte. Creado gracias a las operaciones de «planificación de Skopje 2014», el Museo de la Lucha de Macedonia del Norte contempla desde septiembre de 2011 los principales acontecimientos que marcaron el nacimiento de la identidad macedonia hasta la independencia del país en 1991. Se encuentra cerca del Memorial del Holocausto de los Judíos de Macedonia del Norte, fundado en 2011, y el Museo Nacional de Arqueología, todavía en construcción. Por último, el Museo Macedonio de Historia Natural, fundado en 1926, cuenta con más de 4000 piezas del país. Está situado cerca del zoológico de la ciudad, que cubre 12 hectáreas y alberga alrededor de 300 animales.
- Casa memorial de la Madre Teresa

### Arquitectura

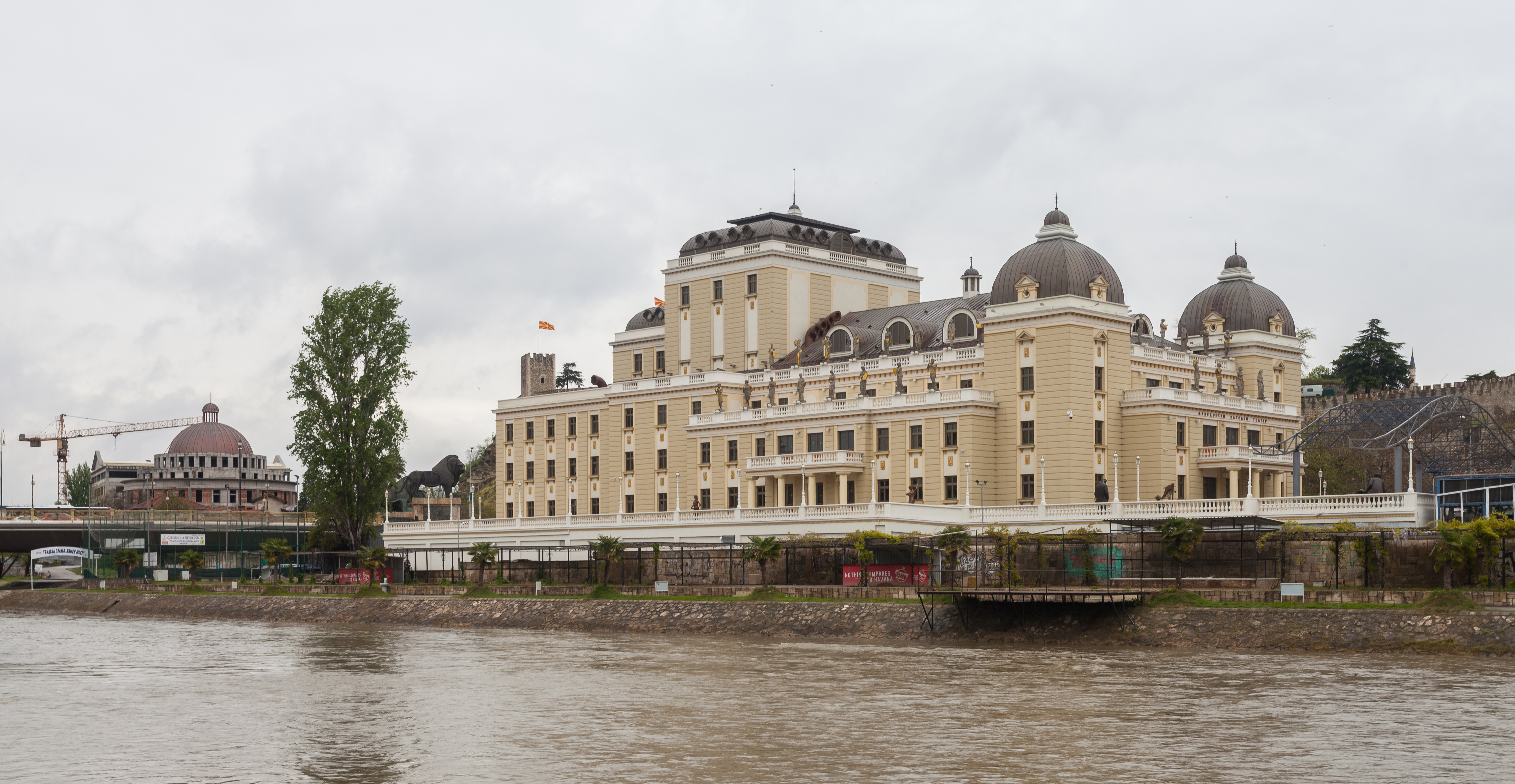
Teatro Nacional.

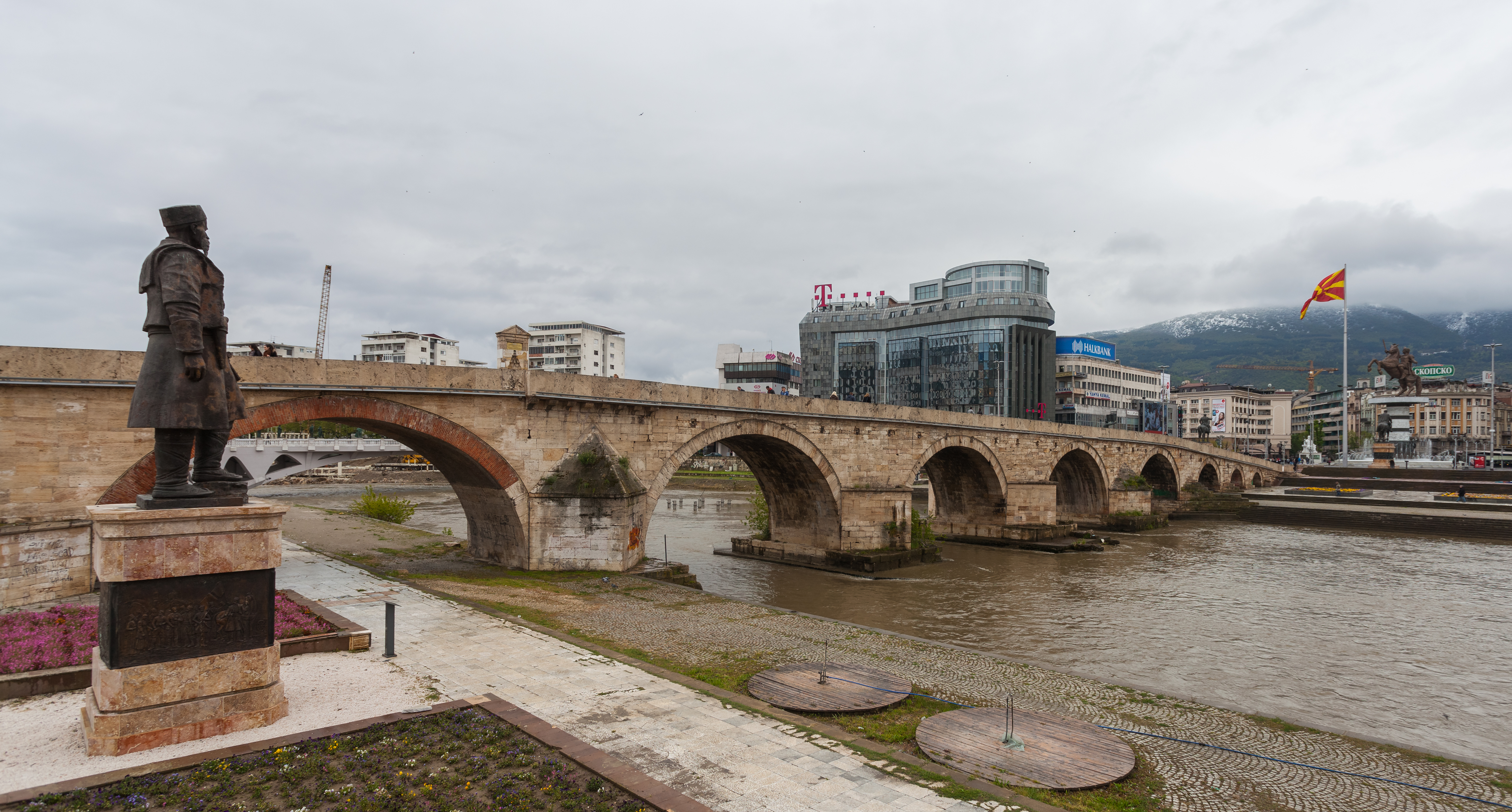
Puente de Piedra.

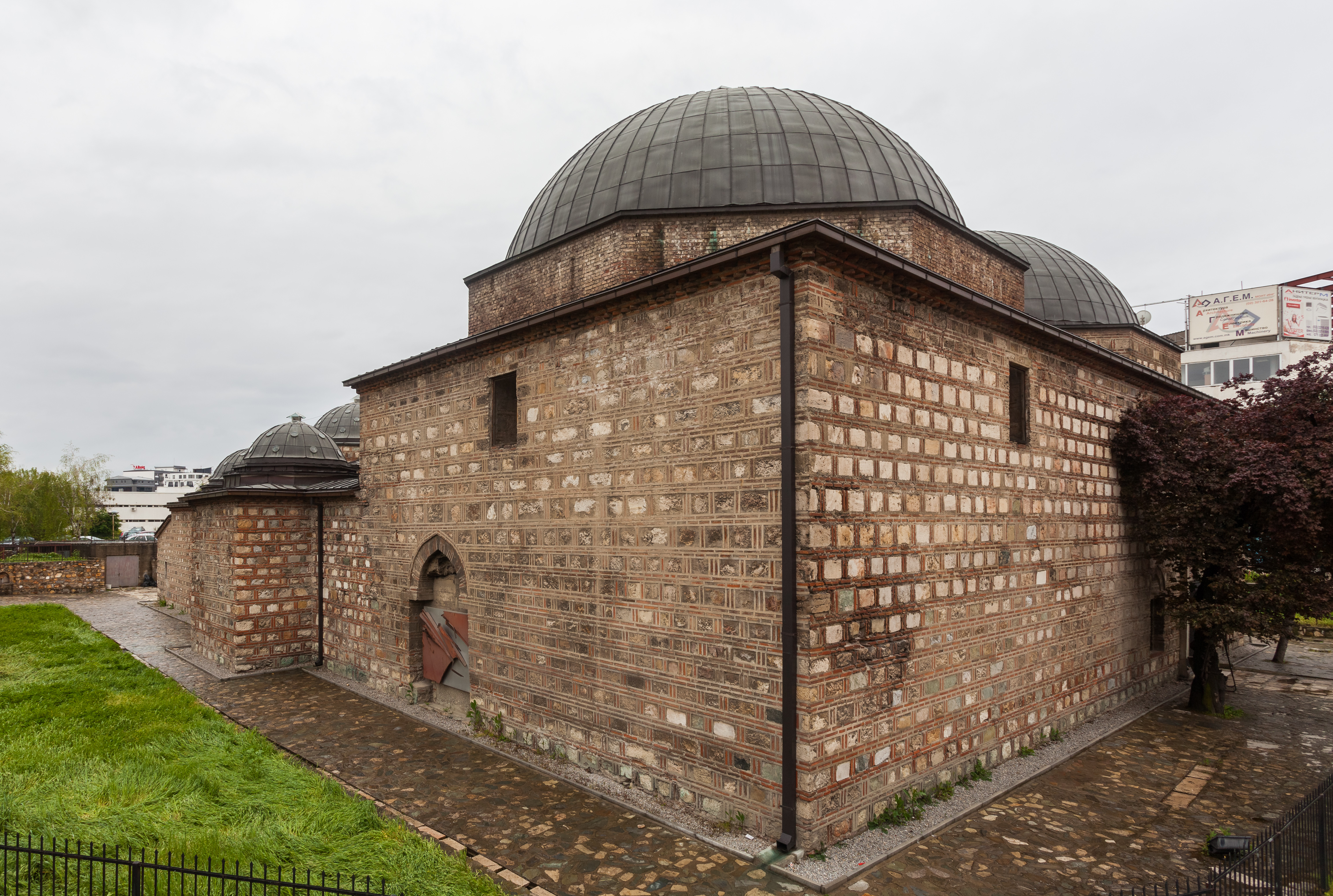
Galería Nacional de Arte.

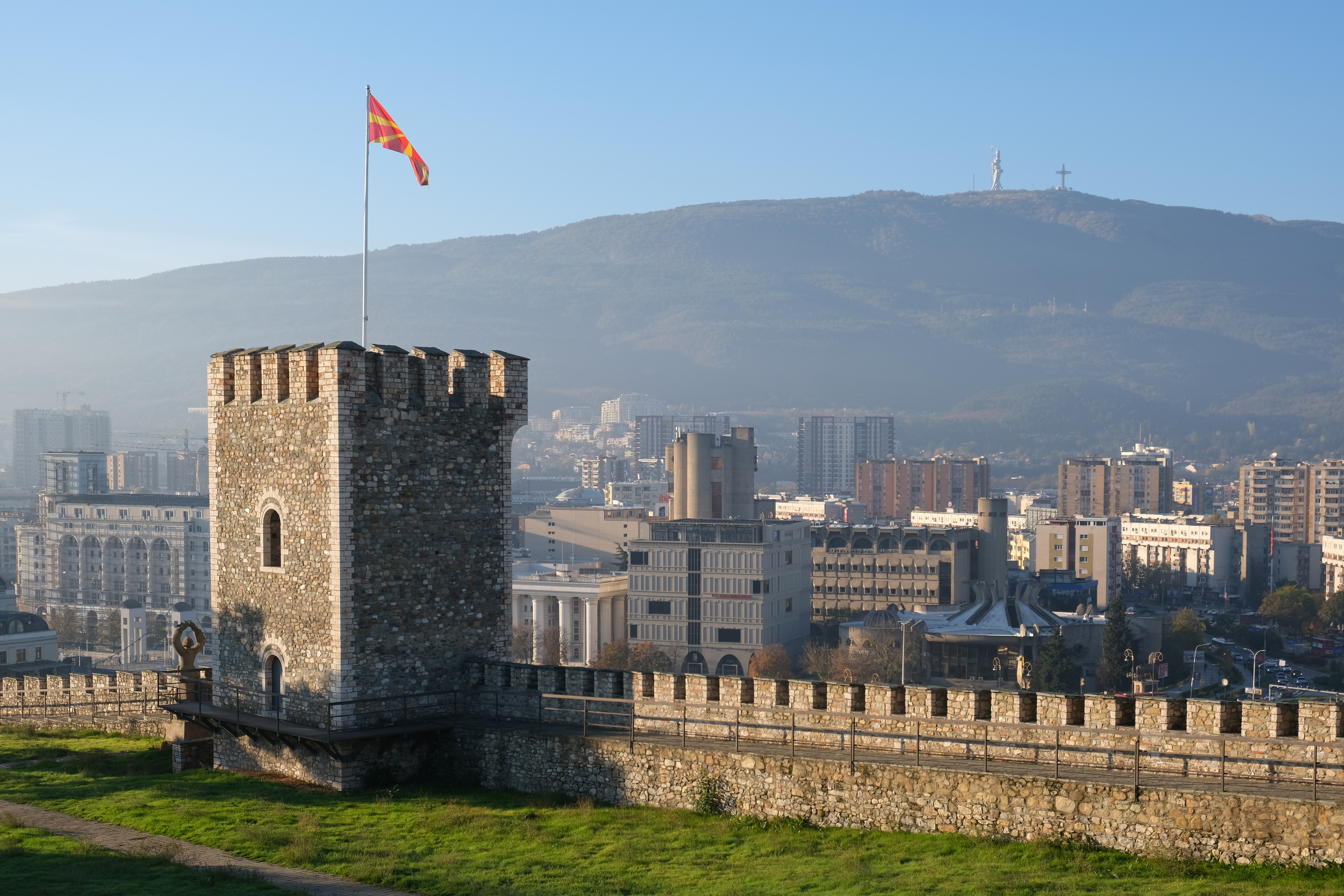
Fortaleza de Skopie.

A pesar de la gran destrucción causada por el terremoto de 1963, Skopie conserva varios vestigios notables de su pasado. El barrio y el Antiguo Bazar otomano es probablemente la herencia más pintoresca y rica de la ciudad, después de haberse salvado en gran medida por el desastre y por la planificación urbana moderna. La ciudad también tiene algunos edificios contemporáneos interesantes.
El monumento más antiguo es el acueducto de Skopie, último vestigio de la ocupación romana, probablemente reconstruido por los bizantinos y salvado de la ruina por los turcos. La parte visible hoy en día consta de 55 arcos. También destaca el Puente de Piedra que une las dos secciones de la ciudad.
La fortaleza de Skopie, asentada en una colina con vistas al centro de la ciudad, tiene orígenes muy antiguos ya que las excavaciones han revelado rastros de ocupación prehistórica. El conjunto consta de un enorme muralla circular, salpicada por torres cuadradas y puertas. La fortaleza fue destruida y reconstruida muchas veces, y los elementos actuales se construyeron a partir de la Edad Media hasta el período otomano. En el corazón del centro moderno se encuentra otro testigo del ejército otomano, una torre feudal bastante misteriosa, ya que no se conoce ni la fecha de su construcción ni sus comandantes.
Cerca de la fortaleza se encuentra el cementerio militar francés, donde reposan los cuerpos de los soldados del Ejército francés de Oriente (AFO) caídos durante la expedición de Tesalónica en el Frente Balcánico. El cementerio tiene 930 tumbas identificadas y 2100 soldados desconocidos. Fue inaugurado en 1923.

## Deportes
- FK Vardar
- FK Rabotnički Skopje
- FK Makedonija Gjorče Petrov
- FK Skopje
- FK Metalurg Skopje
- FK Shkupi
- Gradjanski Skopje
- FK Cementarnica 55
- KK MZT Skopje Aerodrom
- RK Vardar
- FK Sloga Jugomagnat

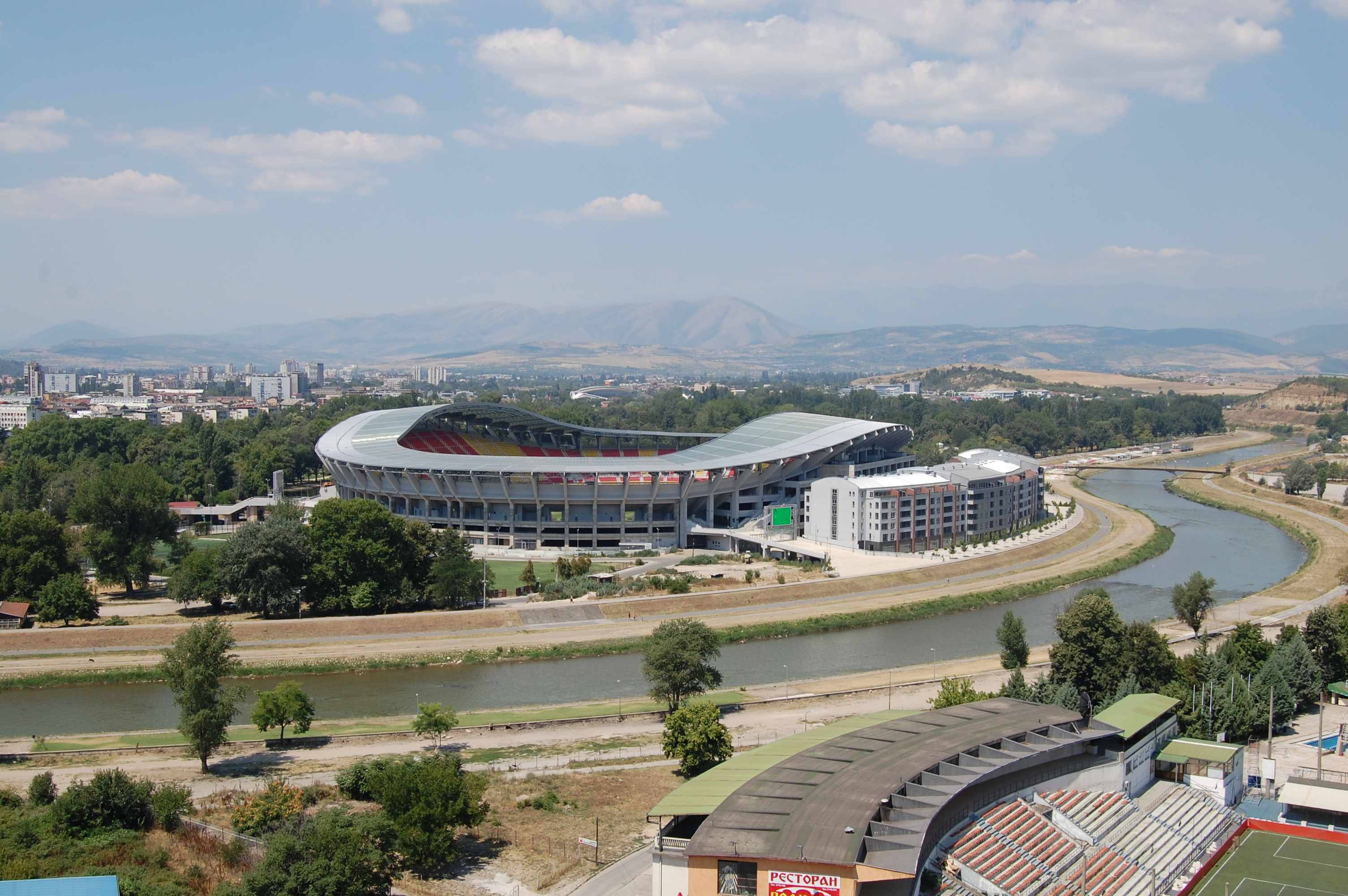
El estadio Toše Proeski

Skopie alberga el mejor club del país: el FK Vardar. Disputa sus partidos en el Toše Proeski Arena, que comparte con la Selección Nacional Macedonia y con el FK Rabotnički, rival de dicho equipo.
El deporte con más importancia en la ciudad, y también en el país, es el balonmano. La ciudad cuenta con dos clubes asiduos en competiciones europeas en el siglo XXI: el RK Vardar y el RK Metalurg Skopje, que además nutren de forma muy importante a la selección de balonmano de Macedonia del Norte. El Vardar logró el hito más importante de un club macedonio hasta el día de hoy al ganar la Liga de Campeones de la EHF 2016-17.
En otras disciplinas deportivas destaca el baloncesto, dónde la selección se entrena en Skopie, y que está entre las 50 mejores del mundo. Aunque no ha ganado ningún título, ha llegado a varias finales y semifinales.
Otros clubes importantes son el Skopie tenis y el de voleibol OK Spartak Skopje.

## Ciudades hermanadas
Las ciudades hermanadas con Skopie son las siguientes, ordenadas por fecha de hermanamiento:
| Ciudad     | Región                 | País           | Año  |
| ---------- | ---------------------- | -------------- | ---- |
| Bradford   | Yorkshire del Oeste    | Reino Unido    | 1961 |
| Dijon      | Borgoña                | Francia        | 1961 |
| Dresde     | Sajonia                | Alemania       | 1967 |
| Tempe      | Arizona                | Estados Unidos | 1971 |
| Roubaix    | Norte-Paso de Calais   | Francia        | 1973 |
| Waremme    | Región Valona          | Bélgica        | 1974 |
| Núremberg  | Baviera                | Alemania       | 1982 |
| Nanchang   | Jiangxi                | China          | 1985 |
| Manisa     | Provincia de Manisa    | Turquía        | 1985 |
| Suez       | Gobernación de Suez    | Egipto         | 1985 |
| Pittsburgh | Pensilvania            | Estados Unidos | 2002 |
| Estambul   | Provincia de Estambul  | Turquía        | 2003 |
| Liubliana  | Osrednjeslovenska      | Eslovenia      | 2007 |
| Podgorica  | Municipio de Podgorica | Montenegro     | 2008 |
| Zaragoza   | Aragón                 | España         | 2008 |
| Zagreb     | Condado de Zagreb      | Croacia        | 2011 |
| Belgrado   | Serbia Central         | Serbia         | 2012 |